# Deir Rafat
El Deir Rafat (en hebreo: דיר ראפאת; en árabe: دير رفات) es un monasterio católico y antiguo pueblo árabe palestino en el centro de la actual Israel, en el distrito de Jerusalén, a 26 kilómetros al oeste de la ciudad de Jerusalén propiamente dicha. Situado al noroeste de Beit Shemesh , cae bajo la jurisdicción del Consejo Regional Yehuda Mateh . En 2011 , tenía una población de 66 personas.
El monasterio fue establecido en 1927 por el patriarca latino Luigi Barlassina.